# Justicia takhinensis
Justicia takhinensis é uma espécie de planta da família Acanthaceae. É endémica do Iêmen. O seu habitat natural consiste em mato subtropical ou tropical seco.